# Tekle Haymanot II
Tekle Haymanot II, död 1777, var kejsare av Etiopien mellan 1769 och 1770 och 1770-1777.